# Anand (película)
Anand es una película dramática india de 1971 coescrita y dirigida por Hrishikesh Mukherjee, con diálogos escritos por el reconocido autor Gulzar. Está protagonizada por Rajesh Khanna en el papel principal, con un elenco de reparto que incluye a Amitabh Bachchan, Sumita Sanyal, Ramesh Deo y Seema Deo. La película ganó varios premios, incluido el premio Filmfare a la Mejor Película en 1972. En 2013, apareció en el libro de Anupama Chopra Las 100 películas que debes ver antes de morir. El filme se incluye entre las 17 exitosas películas consecutivas del actor Rajesh Khanna entre 1969 y 1971.
La película se basó levemente en la producción cinematográfica Ikiru (1952) de Akira Kurosawa. A su vez, existe un remake de Anand en idioma malayo bajo el título Vida Parayum Munpe (1981), que se convirtió en un éxito de taquilla y ganó premios al Mejor Actor para Nedumudi Venu y un Premio Especial del Jurado para Prem Nazir.

## Sinopsis
La película comienza con una ceremonia de felicitación organizada por Bhaskar (Amitabh Bachchan), un médico que acaba de escribir un exitoso libro titulado Anand. Bhaskar era un especialista en cáncer y después de los discursos de felicitación, revela que el libro no es una obra de ficción, sino que se extrae de su propio diario y se relaciona con sus experiencias con una persona real llamada Anand.
Luego nos presenta un recuerdo en el que Bhaskar, recientemente graduado en oncología, intentaba brindar atención a a los pobres sin cargo, pero a menudo desanimado por el hecho de que no puede curar todas las dolencias en el mundo. Se vuelve pesimista después de ver el sufrimiento, la enfermedad y la pobreza a su alrededor. Pero su amigo Kulkarni sigue un camino diferente. Él cura las enfermedades comunes de los ricos y usa ese dinero para tratar a los pobres.
Un día, Kulkarni le presenta a Bhaskar a Anand (Rajesh Khanna), que tiene un linfoma del intestino, un tipo raro de cáncer. Anand tiene una naturaleza alegre y, a pesar de saber que no va a sobrevivir más de seis meses, mantiene una actitud indiferente y siempre trata de hacer que todos estén felices a su alrededor. Su naturaleza alegre y vibrante calma a Bhaskar, que tiene una personalidad muy diferente, y se hacen muy buenos amigos.
La condición de Anand se deteriora gradualmente pero él no quiere pasar el tiempo que le queda en la cama de un hospital. Al contrario, vaga libremente y ayuda a todos. Él descubre que Bhaskar tiene fuertes sentimientos hacia Renu (Sumita Sanyal), a quien trató previamente por neumonía. Anand le ayuda a Bhaskar a expresar su amor y convence a la madre de Renu para que les permita casarse. Él le dice a Bhaskar que todos deberían recordarlo como una persona viva y no como un paciente con cáncer. Su fin llega y muere entre sus amigos, que lo recuerdan como una persona viva y alegre. Bhaskar se vuelve más filosófico y continúa ayudando a los desamparados con más empatía y madurez, luego de la gran experiencia de vida que su amigo Anand le otorgó.

## Reparto
- Rajesh Khanna    como  Anand Sehgal.
- Amitabh Bachchan como  Dr. Bhaskar Banerjee
- Rekha            como  Meera.
- Sumita Sanyal    como  Renu.
- Ramesh Deo       como  Dr. Prakash Kulkarni
- Seema Deo        como  Suman Kulkarni.
- Lalita Pawar     como  Matron.
- Durga Khote      como la madre de Renu.
- Johnny Walker como Isa Bhai.
- Asit Sen como el paciente de Bhaskar.
- Dara Singh       como  Pahelwan.

## Producción
En los planes iniciales estaba que la película fuera protagonizada por los actores Kishore Kumar y Mehmood en los papeles principales. Uno de los productores de la película, N.C. Sippy, había trabajado anteriormente como gerente de producción de Mehmood. El personaje de Babu Moshai iba a ser interpretado por Mehmood. Se le pidió a Mukherjee que se reuniera con Kishore Kumar para discutir el proyecto. Sin embargo, cuando fue a la residencia de Kishore Kumar, el portero no le permitió el acceso a la residencia debido a un malentendido. Kishore Kumar (él mismo un bengalí) había hecho un espectáculo organizado por otro hombre bengalí, y estuvo involucrado en una disputa con este hombre por cuestiones financieras. Le había ordenado a su portero que ahuyentara este "bengalí", si alguna vez visitaba su casa. El portero confundió a Mukherjee con el "bengalí" mencionado y le negó la entrada. El incidente no fue del agrado de Mukherjee, quien finalmente decidió no trabajar con Kumar. En consecuencia, Mehmood tuvo que abandonar la película también. Tanto a Raj Kapoor como a Shashi Kapoor se les ofreció el papel principal antes que Rajesh Khanna.
El experto en cine y musicólogo Rajesh Subramanian afirma que Mukherjee filmó la película en 28 días. El guion de Anand fue escrito por Gulzar (quien también escribió diálogos y letras de algunas canciones), Bimal Dutt, D.N. Mukherjee y Hrishikesh Mukherjee. El personaje de Anand se inspiró en Raj Kapoor, que solía llamar a Mukherjee "Babu Moshay". Se cree que Mukherjee escribió la película basado en una experiencia personal donde Kapoor se encontraba gravemente enfermo y Mukherjee pensó que podría morir. La película fue dedicada a Kapoor y al pueblo de Bombay.